# Cirié
Cirié (Ciriè of Siriè in het Piëmontees) is een gemeente in de Italiaanse provincie Turijn (regio Piëmont). De gemeente telt 18.609 inwoners (31-12-2004). De oppervlakte bedraagt 17 km², de bevolkingsdichtheid is 1095 inwoners per km².

## Geografie
Cirié grenst aan de volgende gemeenten: Nole, San Carlo Canavese, San Maurizio Canavese, Robassomero.

## Geboren
- Celio Secondo Curione (1503-1569), humanist en protestants theoloog
- Giovanni Battista Gianotti (1873-1928), kunstschilder en ontwerper
- Azio Corghi (1937-2022), componist, academische leraar en musicoloog

1. ↑  https://demo.istat.it/?l=it.